# ماراثون أربيل
ماراثون أربيل هو ماراثون سنوي دولي يقام في مدينة أربيل، بدأ في سنة 2011، خط نهاية الماراثون يوضع في منتزه سامي عبد الرحمن.

## النتائج
الرقم المسجل
  2015: 21km, 2017: 10km/5km
| الترتيب | السنة | الفائز عند الرجال                | الزمن (س:د:ث)                    | الفائز عند النساء                | الزمن (h:د:ث)                    |
| ------- | ----- | -------------------------------- | -------------------------------- | -------------------------------- | -------------------------------- |
| الأول   | 2011  | راوند علي أحمد (IRQ)             | 2:48:00                          | داليا أحمد (IRQ)                 | n/a                              |
| 2nd     | 2012  |                                  |                                  | كاتلين هورلي (USA)               | 3:21:00                          |
| 3rd     | 2013  | فنسنت شيريوت (KEN)               | 2:33:49                          | بورنيس كيتور (KEN)               | 3:25:18                          |
| —       | 2014  | ليم يقام                         | ليم يقام                         | ليم يقام                         | ليم يقام                         |
| 4th     | 2015  | محمد ويسي (IRQ)                  | n/a                              | بشري رؤوف صالح (IRQ)             | n/a                              |
| 5th     | 2016  | فيسي أصلان (TUR)                 | 2:52:25                          | فريدا سودرمارك (SWE)             | 3:33:25                          |
| –       | 2017  | ألغي الماراثون بسبب حظر الطيران. | ألغي الماراثون بسبب حظر الطيران. | ألغي الماراثون بسبب حظر الطيران. | ألغي الماراثون بسبب حظر الطيران. |
| 6th     | 2018  | أنتون ليندهولم (SWE)             | 3:07:02                          | كاثرين دوتكو (USA)               | 3:58:05                          |